# 関根アユミ
関根 アユミ（せきね あゆみ）は、日本の脚本家。ソリッド・キューブ所属。

## 略歴
アニメ制作会社でテレビ・劇場アニメ作品の制作進行、設定・版権管理などの業務に携わり、退社後は脚本家である高山カツヒコに師事し脚本家としての活動を開始した。

## 参加作品

### テレビアニメ
2010年
- バカとテストと召喚獣（文芸）
- あそびにいくヨ!（ネクストエピソードトレーラー脚本）

2011年
- バカとテストと召喚獣にっ!（脚本）
- 未来日記（文芸）

2012年
- うぽって!!（WEBライター）
- 黄昏乙女×アムネジア（脚本）

2013年
- 私がモテないのはどう考えてもお前らが悪い（脚本）

2014年
- いなり、こんこん、恋いろは。（脚本）
- 神々の悪戯（脚本）
- アルドノア・ゼロ（第1期、文芸）
- オオカミ少女と黒王子（脚本）

2015年
- アルドノア・ゼロ（第2期、文芸・脚本）
- うたの☆プリンスさまっ♪マジLOVEレボリューションズ（脚本）
- トリアージX（脚本）
- ハロー!!きんいろモザイク（脚本）
- 枕男子（シリーズ構成・脚本）

2016年
- 少女たちは荒野を目指す（脚本）
- WWW.WORKING!!（脚本）
- フリップフラッパーズ（脚本）
- Fate/Grand Order -First Order-（脚本）

2017年
- 活撃 刀剣乱舞（脚本）
- Fate/Apocrypha（脚本）
- ポケットモンスター サン&ムーン（2017年 - 2018年、脚本）
- ラーメン大好き小泉さん（脚本）

2018年
- アイドリッシュセブン（シリーズ構成・脚本）
- 魔法少女サイト（脚本）

2019年
- 異世界チート魔術師（脚本）

2020年
- アイドリッシュセブン Second BEAT!（シリーズ構成・脚本）

2021年
- アイドリッシュセブン Third BEAT! (第1期、シリーズ構成・脚本）
- さんかく窓の外側は夜（シリーズ構成・脚本）

2022年
- アイドリッシュセブン Third BEAT! (第2期、シリーズ構成・脚本）

2023年
- テクノロイド オーバーマインド（シリーズ構成・脚本）
- オーバーテイク!（シリーズ構成・脚本）

2025年
- UniteUp! -Uni:Birth-（脚本）
- 最強の王様、二度目の人生は何をする?（脚本）

### Webアニメ
2018年
- アイドリッシュセブン Vibrato（2018年 - 2019年、シリーズ構成・脚本）

2022年
- VS AMBIVALENZ（2021年 - 2024年、シリーズ構成・脚本）

- アルドノア・ゼロ　EXTRA EPISODE 02

- Fate/Grand Order VR feat.マシュ・キリエライト（シナリオ協力）
- テクノロイド ユニゾンハート（シリーズ構成）

2015年
- アルドノア・ゼロ　EXTRA DAY EP.24.5「雨の断章 -penultimate truth-」（脚本）

2022年
- Time (never) comes back!?（脚本）